# 沃納氏野鯪
沃納氏野鯪，為輻鰭魚綱鯉形目鯉科野鯪屬的其中一個種。該物種於1929年由Karl Lohberger描述，主要分布於非洲維多利亞湖，體長可達31.3公分。

## 扩展阅读
維基物種上的相關：沃納氏野鯪